# Фьярдарфьядль
Фьярдарфьядль (исл. Fjarðarfjall; слушатьо файле) — небольшой горный массив вулканического происхождения на юго-востоке Исландии в регионе Эйстюрланд, в 10 км к востоку от города Хёбн..

## Физико-географическая характеристика
Фьярдарфьядль расположен между заливом Скардс-фьорд на западе и Папа-фьордом на востоке, являясь восточным пределом природно-географического региона Сюдюр-Эйстюрланд. Массив вытянут с запада на восток — ширина у основания 14 км, длина около 19 км.
В геологическом плане Фьярдарфьядль представляей собой обнаженное ледниковой эрозией крупное интрузивное магматическое тело (плутон) образовавшееся при медленном остывании магмы под поверхностью земли в магматической камере древнего вулкана Лоун (Lón), действовавший около 6-7 миллионов лет назад. Сложен Фьярдарфьядль в основном габбро, являсь тем самым одной из немногих гор в Исландии сложеных из этой плутонической горной породы.
Благодаря своему особому типу Фьярдарфьядль, наряду с расположенным неподалеку Кроссанесфьядлем, имеет больше общего с горами Альп, чем с базальтовыми или риолитовыми горами Исландии.
Самой высокой вершиной Фьярдарфьядля является Кливатиндюр (исл. Klifatindur) высотой 899 м над уровнем моря. Хорошо известна также скала Вестрахорн (исл. Vestrahorn или Vesturhorn, дословно — «западный рог») высотой 757 м над уровнем моря, расположенная у берега мелководного залива, заполнившего кальдеру древнего вулкана Лоун. На противоположном берегу залива находится скала-близнец Эйстрахорн (исл. Eystrahorn или Austurhorn, дословно — «восточный рог») высотой 716 м, часто называемый Хвальнесфьялем из-за заброшенного поселения Хвальнес у его подножия.

## Галерея

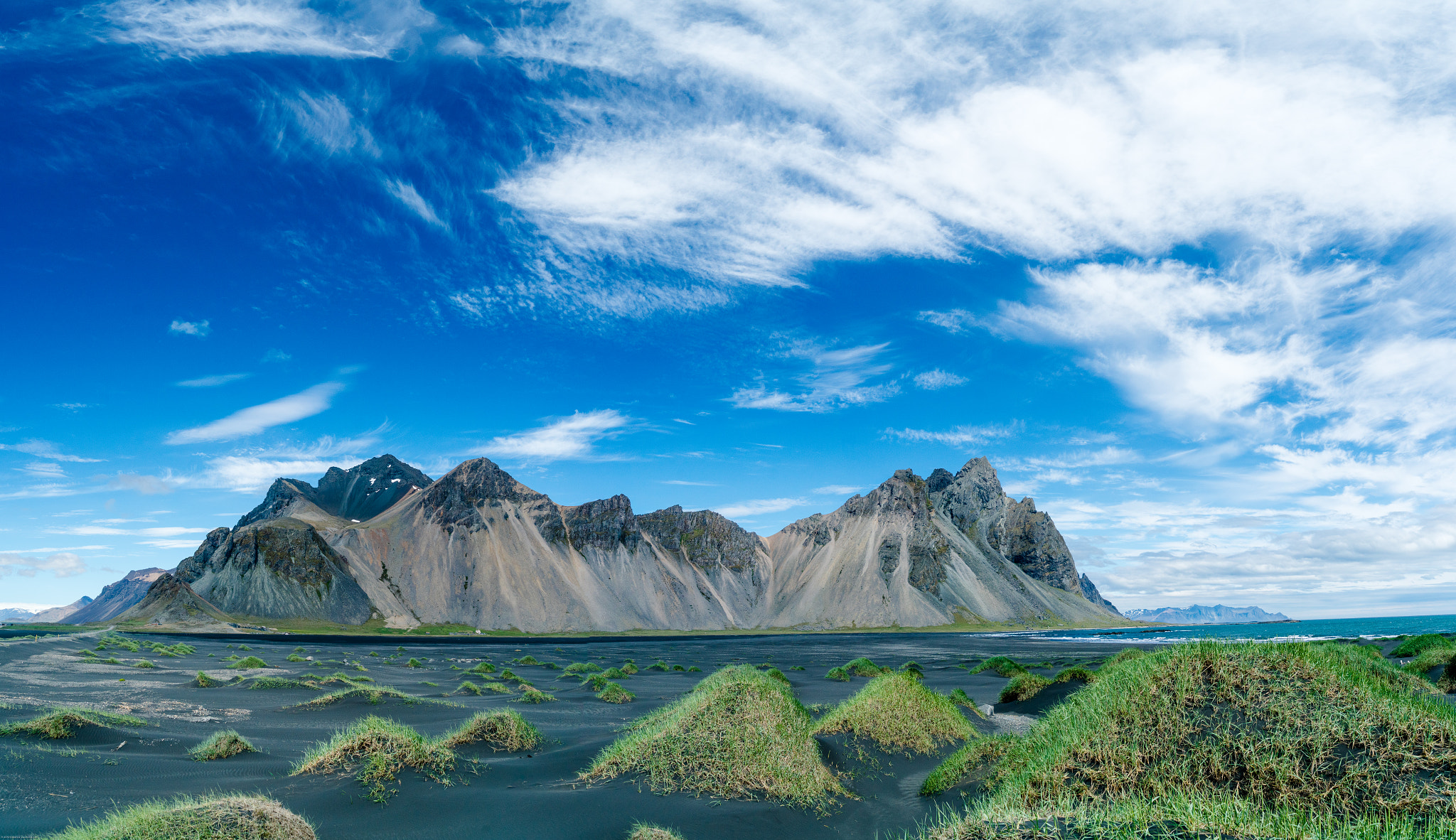
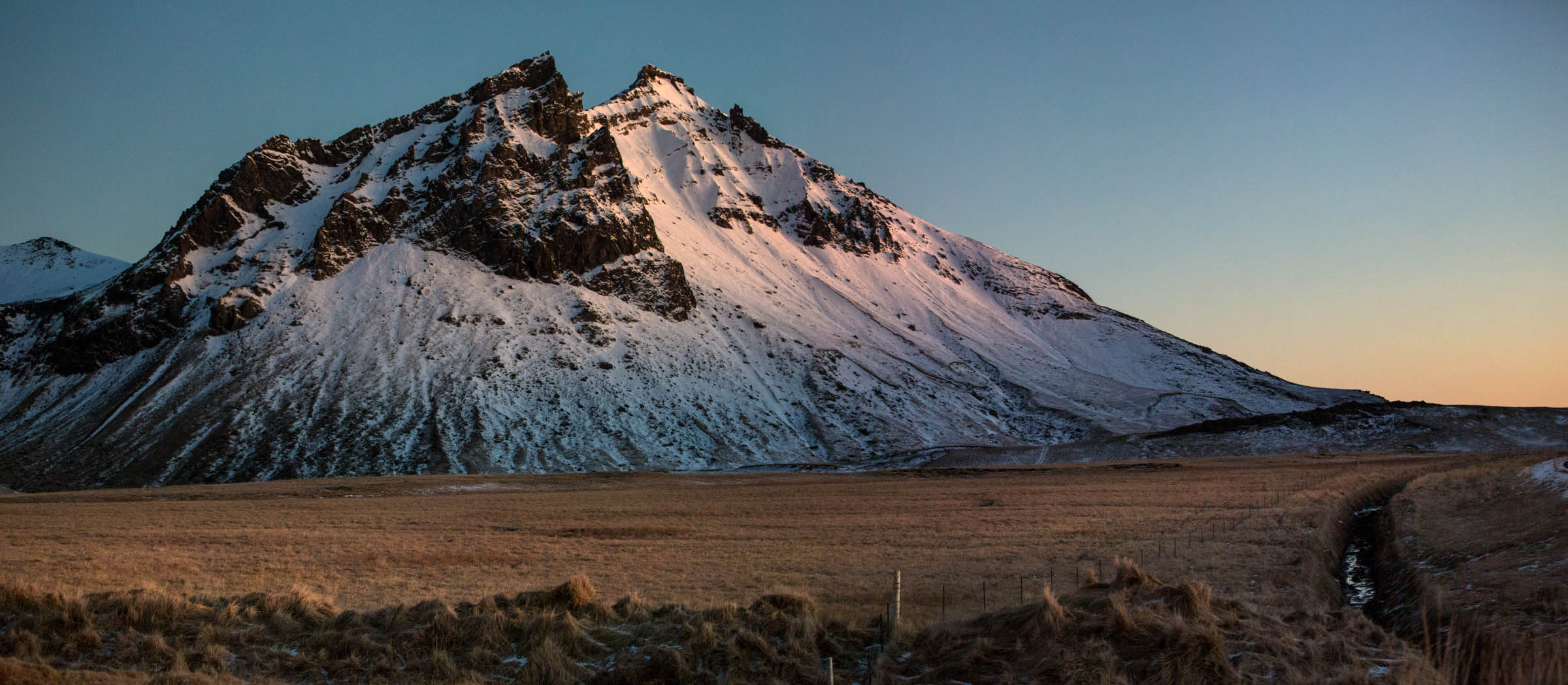
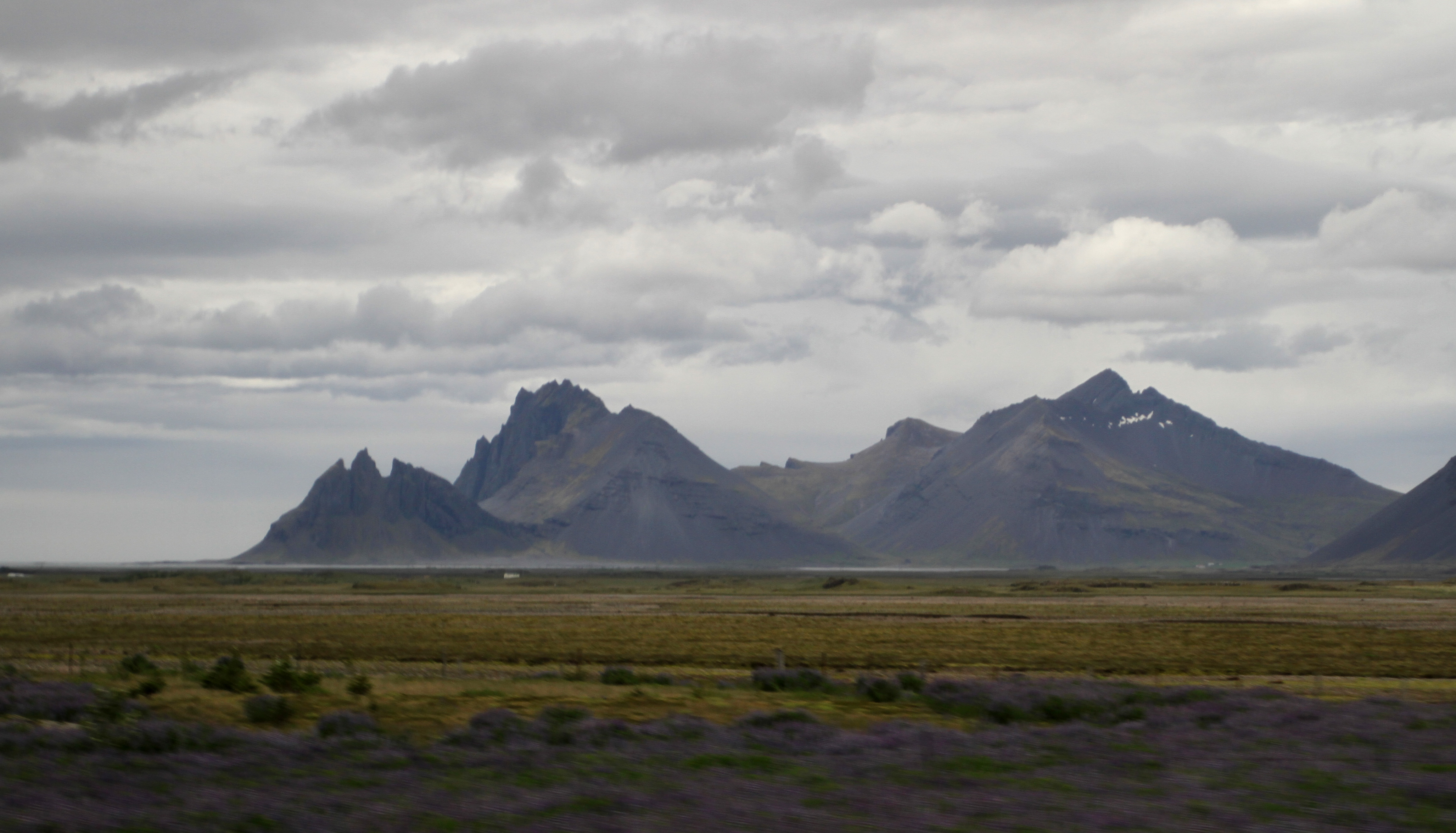
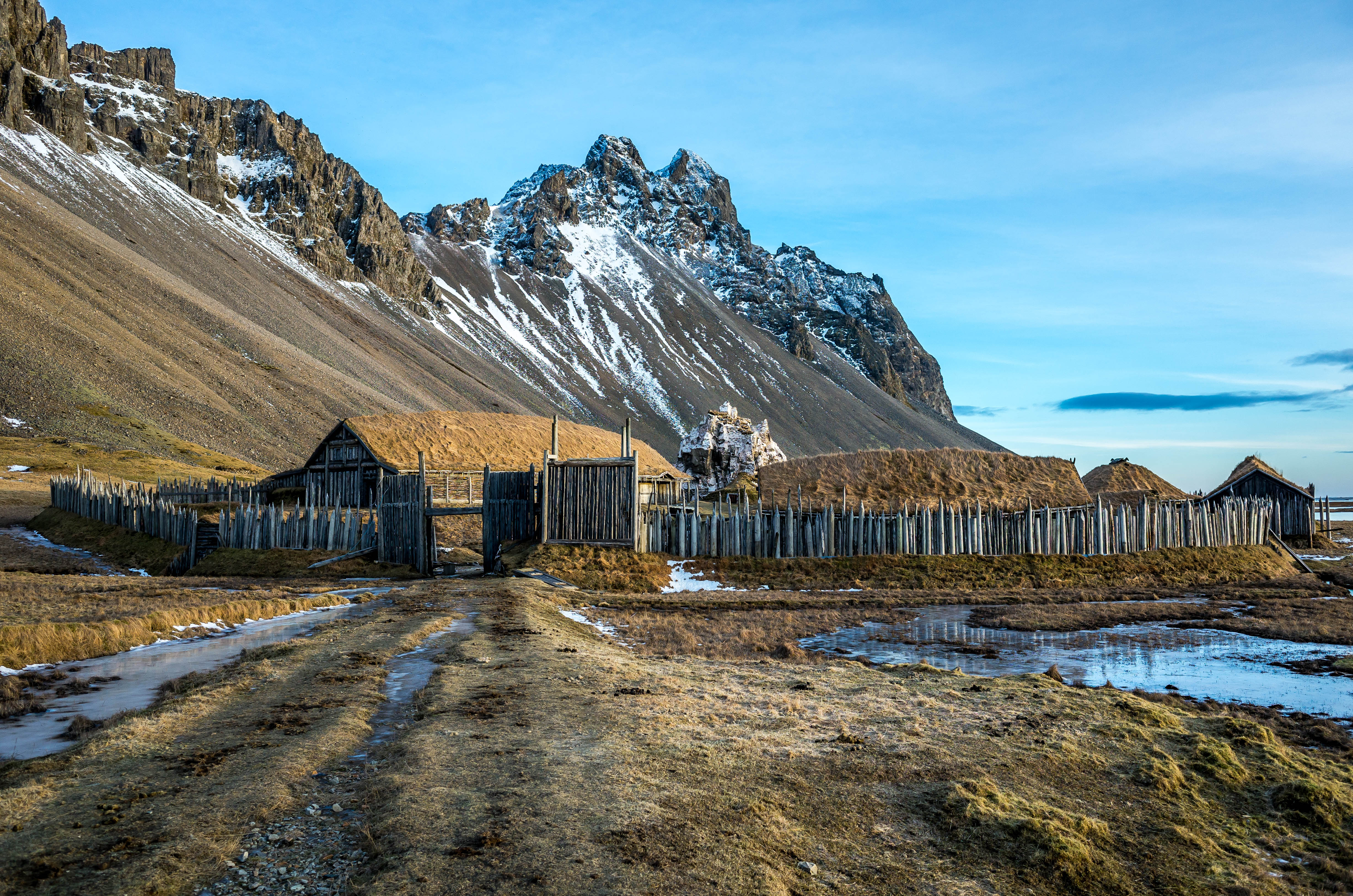
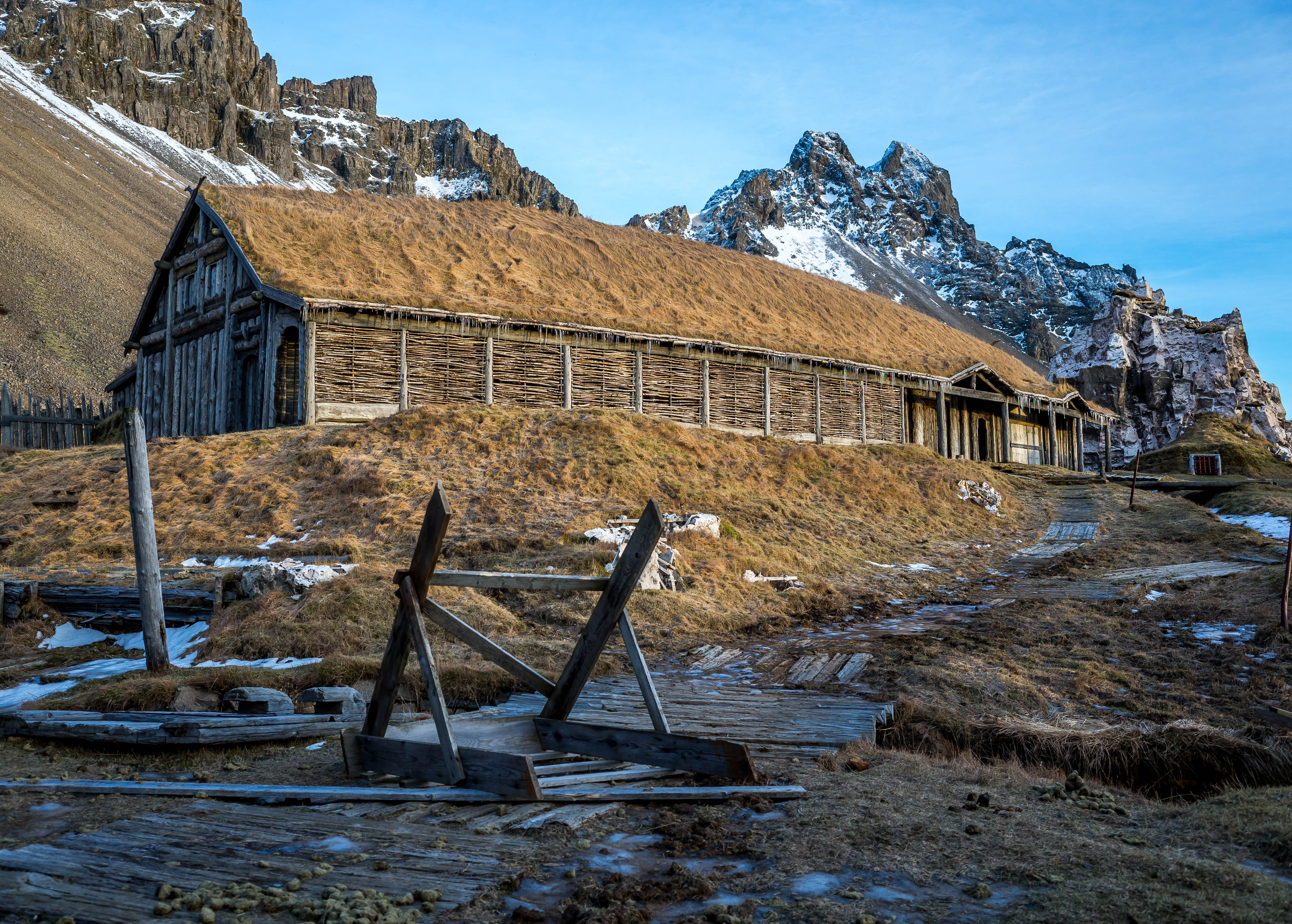
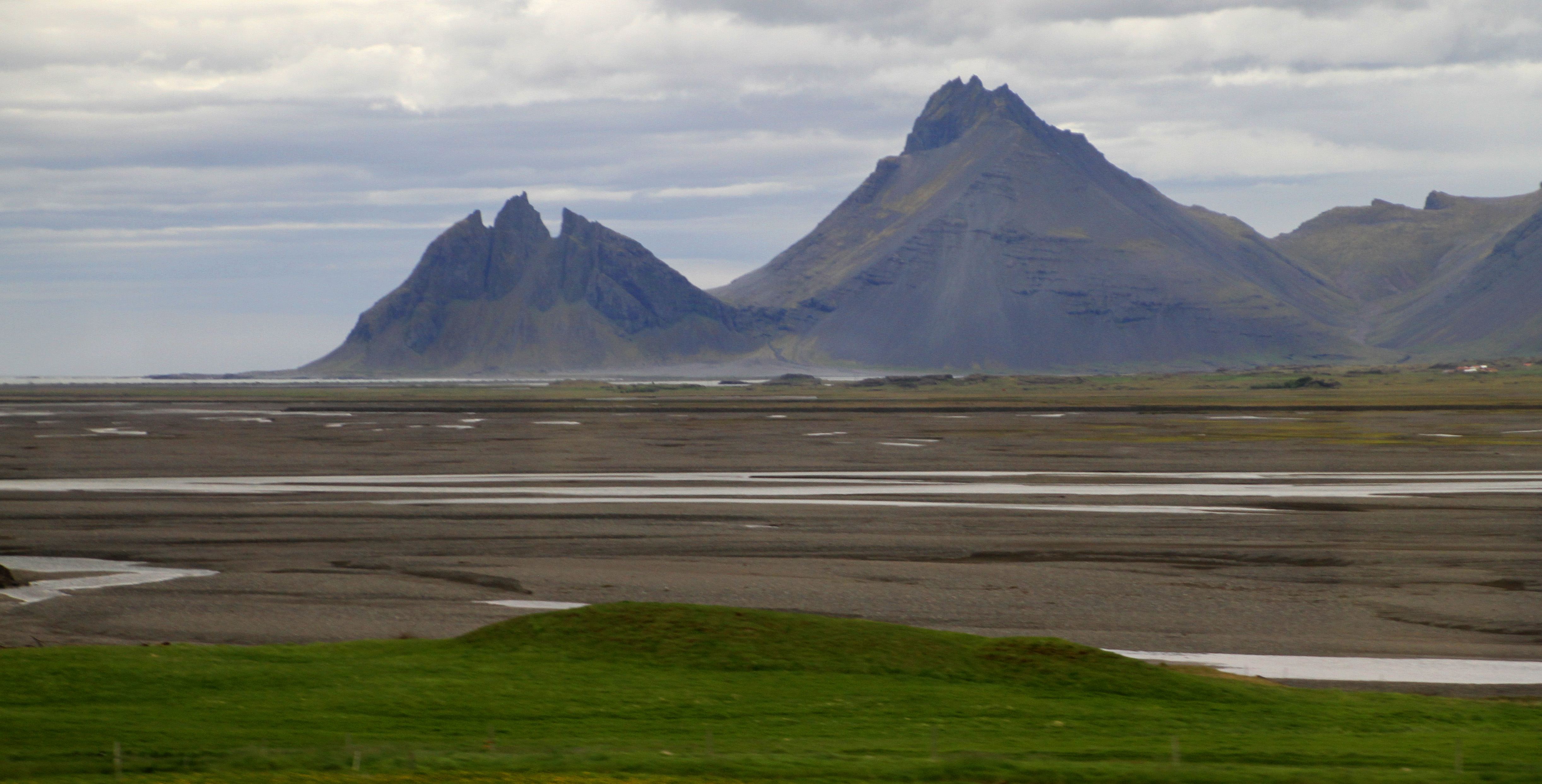
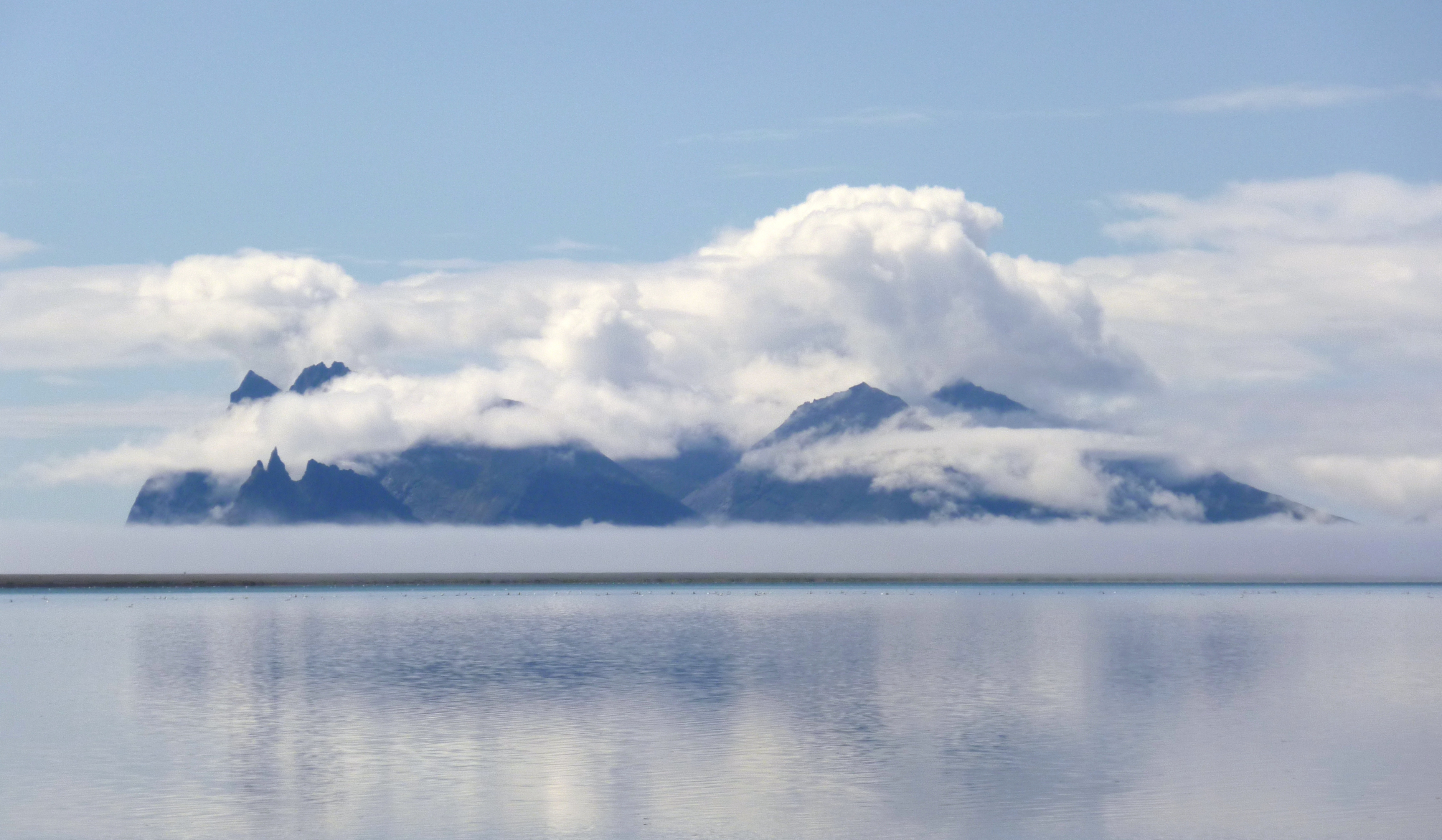
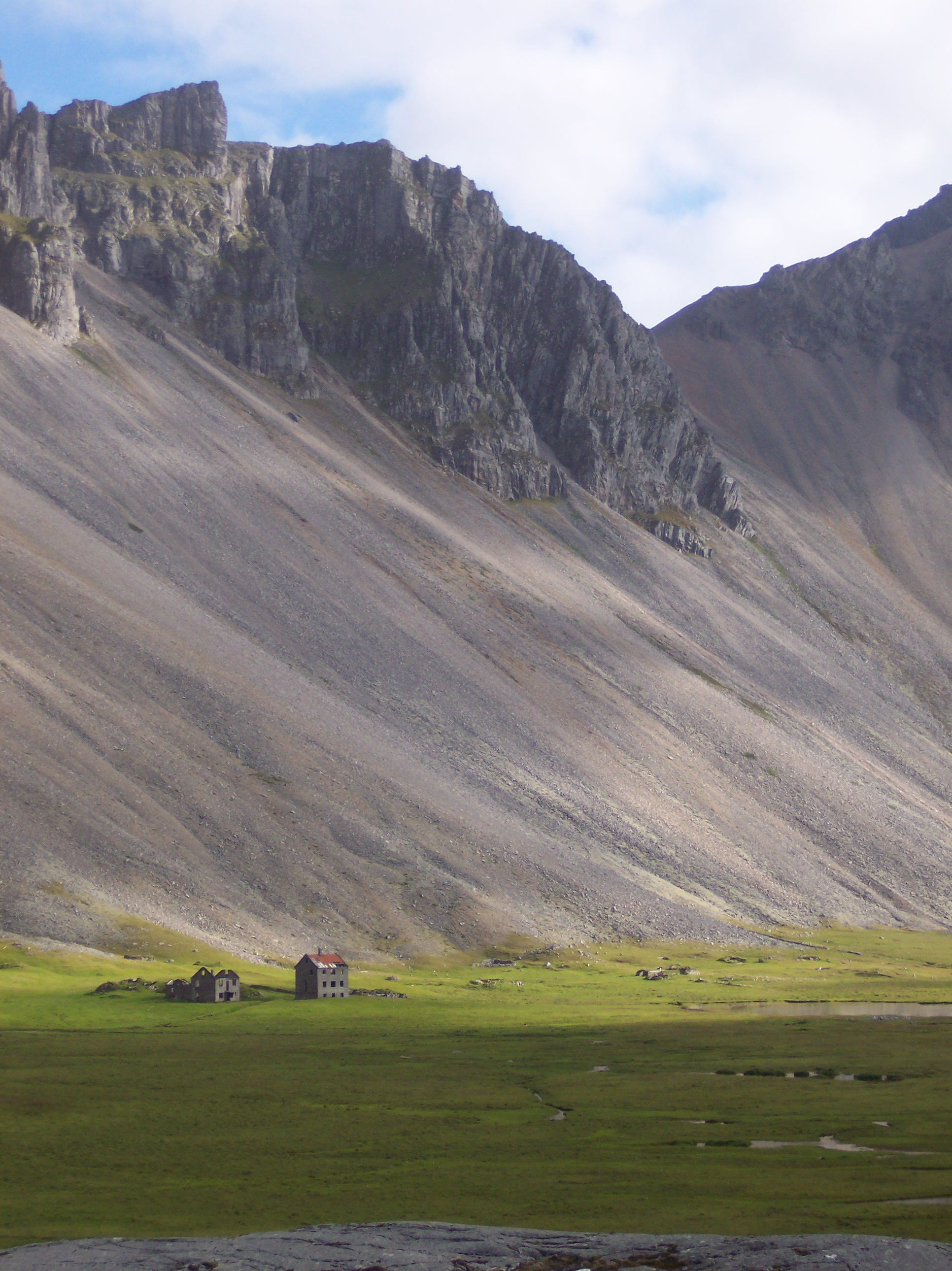